# Baar
Baar é uma comuna da Suíça, no Cantão Zug, com cerca de 20 266 habitantes. Estende-se por uma área de 24,8 km², de densidade populacional de 817 hab/km². Confina com as seguintes comunas: Hausen am Albis (ZH), Kappel am Albis (ZH), Menzingen, Neuheim, Steinhausen, Unterägeri, Zugo (Zug). 
A língua oficial nesta comuna é o Alemão.